# Bad Day (canción de R.E.M.)
«Bad Day» (en castellano «Día Malo» o «Mal Día») es una canción y un sencillo de la banda estadounidense R.E.M. La canción pudo ser escuchada por primera vez en 1985, cuando Michael Stipe (miembro del grupo) cantó parte de la letra en un concierto que celebró la banda en Albany, Nueva York. Esa fue la base para la creación de la nueva letra (aunque similar a la anterior, pero más moderna y adaptada a los nuevos tiempos) y canción. La canción fue publicada finalmente en su álbum In Time: The Best of R.E.M. 1988-2003. 
El videoclip de la canción, fue rodado en Vancouver y dirigido por Tim Hope. El vídeo es una parodia a los medios de comunicación americanos.

## Canciones
- CD (Warner W624CD1) (UK)
  1. «Bad Day» (Berry, Buck, Mills, Stipe)
  2. «Favorite Writer» (Swell)
  3. «Bad Day» (Video)

- CD (Warner W624CD2) (UK)
  1. «Bad Day»
  2. «Out in the Country» (Williams/Nichols)
  3. «Adagio» (Buck, Mills, Stipe)

- CD (Warner 16533-2) (US)
  1. «Bad Day»
  2. «Favorite Writer»
  3. «Out in the Country»
  4. «Adagio»